# 스즈키 겐시로
스즈키 겐시로(일본어: 鈴木 拳士郎, 1996년 3월 20일~)는 일본의 축구 선수이다.

## 구단 경력
그는 2018년 J2리그의 가마타마레 사누키에 입단했다. 2018년후 J3리그에 강등했다. 2020년 아술 클라로 누마즈로 이적했다.